# Xanthocalanus marlyae
Xanthocalanus marlyae is een eenoogkreeftjessoort uit de familie van de Phaennidae. De wetenschappelijke naam van de soort is voor het eerst geldig gepubliceerd in 1978 door Campaner.